# Desmanthidae
Desmanthidae é uma família de esponjas marinhas da ordem Lithistida.

## Gêneros
- Desmanthus Topsent, 1894
- Paradesmanthus Pisera e Lévi, 2002
- Petromica Topsent, 1898
- Sulcastrella Schmidt, 1879